# Теодор Гайб
Теодор «Тео» Фрідріх Гайб (нім. Theodor „Theo“ Friedrich Geib; 15 вересня 1885, Ландау — 26 листопада 1944, Фрайбург) — німецький офіцер, генерал артилерії вермахту. Кавалер Німецького хреста в сріблі.

## Біографія
15 липня 1904 року поступив на службу в Баварську армію. Учасник Першої світової війни. Після демобілізації армії залишений у рейхсвері. З 12 жовтня 1937 року — фельдцойґмайстер (керівник відділу спорядження) головного армійського управління. 17 серпня 1943 року відправлений у резерв ОКГ. З 8 вересня 1943 року — військовий командувач у Албанії і Чорногорії, потім уповноважений генерал у Албанії, з 15 вересня 1943 року — одночасно польовий комендант Цетинє, з 15 квітня 1944 року — уповноважений генерал у Чорногорії. 1 червня 1944 року знову відправлений у резерв ОКГ. З 10 червня 1944 року — командувач військами у Південній Франції. 30 липня важко поранений під час нападу французьких партизан біля Ліона і 26 листопада помер у шпиталі.

## Звання
- Фанен-юнкер (15 липня 1904)
- Фанен-юнкер-унтерофіцер (25 жовтня 1904)
- Фенріх (4 лютого 1905)
- Лейтенант (8 березня 1906)
- Оберлейтенант (15 серпня 1913)
- Гауптман (19 травня 1916)
- Майор (1 березня 1927)
- Оберстлейтенант (1 жовтня 1931)
- Оберст (1 лютого 1934)
- Генерал-майор (1 квітня 1937)
- Генерал-лейтенант (1 січня 1939)
- Генерал артилерії (1 січня 1942)

## Нагороди
- Медаль принца-регента Луїтпольда (Баварське королівство)
- Залізний хрест 2-го і 1-го класу
- Орден «За заслуги» (Баварія) 4-го класу
- Почесний хрест ветерана війни з мечами
- Медаль «За вислугу років у Вермахті» 4-го, 3-го, 2-го і 1-го класу (25 років)
- Хрест Воєнних заслуг 2-го і 1-го класу з мечами
- Німецький хрест в сріблі (9 листопада 1943)